# Округ Ендруз (Тексас)
Округ Ендруз (енгл. Andrews County) је округ у америчкој савезној држави Тексас. По попису из 2010. године број становника је 14.786.

## Демографија
Према попису становништва из 2010. у округу је живело 14.786 становника, што је 1.782 (13,7%) становника више него 2000. године.
| Група             | 2000.         | 2010.         |
| Белци             | 7.322 (56,3%) | 7.083 (47,9%) |
| Афроамериканци    | 214 (1,6%)    | 222 (1,5%)    |
| Азијати           | 92 (0,7%)     | 91 (0,6%)     |
| Хиспаноамериканци | 5.202 (40,0%) | 7.195 (48,7%) |
| Укупно            | 13.004        | 14.786        |